# Аншан

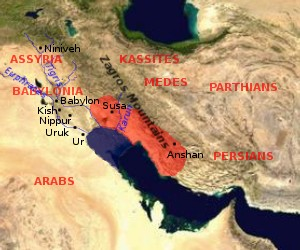
Розташування Аншана на мапі Еламської держави. Показано приблизні обриси Перської затоки часів бронзової доби

Аншан (шум. 𒀭𒍝𒀭; перс. انشان) — стародавнє високогірне місто, що у III тисячолітті до н.е. було однією з ранніх столиць Еламу до перенесення столиці до Суз. Місто розташоване в басейні річки Кура в провінції Фарс,  Іран, приблизно за 40 км. від Персеполіса та за 36 км. на північний захід від міста Шираз у Загроських горах. На думку археологів Аншан розташовувався на місці сучасного археологічного пам'ятника Таль-і-Мальян (пагорб Мальян) на південному заході Ірану.
Аншан пов'язаний з низовинною столицею Еламу, Сузами, в історичних джерелах, матеріальній культурі та міграційними шляхами кочівників, які проводили літо у високогір'ї, а зимували на нижчих висотах.

## Історія
Вперше місто згадувалось в пізніших текстах ІІІ тис. до н.е. з Месопотамії, наприклад у шумерському епосі Енмеркар і володар Аратти як таке, що розташовувалось «на шляху» з Урука до легендарної країни Аратта, та, ймовірно, було створене одночасно з виникненням шумерської писемності. З Аншана походили кілька еламських династій.
Маніштусу, син Саргона Аккадського, стверджував, що підкорив Аншан, однак за його наступників, коли Аккадська імперія ослабла, намісник Суз, Кутік-Іншушинак, нащадок Аванської династії, проголосив незалежність від Аккаду й захопив Аншан.
У подальшому Гудеа з Лагашу у своєму написі стверджував, що підкорив Аншан. Правителі Третьої династії Уру, Шульгі та Шу-Шуен, призначали до Аншана власних намісників та видавали дочок заміж за правителя Аншана. Тим не менше, їхній нащадок, Іббі-Сін, імовірно, упродовж свого царювання безуспішно намагався відновити контроль над Аншаном, що завершилось тим, що еламці, на чолі з Кіндатту, в 2004 до н. е. розграбували Ур, захопили статуї Нанни й самого Іббі-Сіна та перевезли їх до Аншана і там зник з історичних записів.
Аншан згадується в титулах правителів південно-західного Ірану на початку ІІ тис. до н.е., коли Еламом правила династія Суккальмахів, а також знову в середньоеламітський період наприкінці ІІ тис. до н.е., зазвичай у королівському титулі «Цар Аншана та Сузи» (в аккадських текстах такі топоніми вживаються у зворотному порядку: «цар Суз і Аншана»). Ймовірно, Сузи й Аншан відігравали рівно важливу роль упродовж значної частини середньоеламського періоду. Останнім царем, який користувався таким титулом, був Шутрук-Наххунте II (бл. 717—699 до н. е.).
У старовавилонському періоді цар Гунгунум з Ларси датував 5-й рік свого правління часами після руйнування Аншана.
У VII столітті до н. е. Аншан потрапив під владу Ахеменідів, коли його захопив Теісп, який узяв собі титул «Цар міста Аншан». Упродовж наступного століття, коли Елам занепадав, Аншан був малозначимим царством, поки Ахеменіди у VI столітті до н. е. не здійснили серію завоювань, починаючи з Аншана, у результаті чого було створено ядро Перської імперії. Найважливішим з завойовників, хто вийшов з Аншана, був Кір II Великий.
Аншан також згадується на Табличках з Персеполісу, приблизно 500 р. до н. е.

## Археологія
Перші розкопки там провів Ферідун Таваллолі з Археологічної служби Ірану в 1961. Результати його розкопок так і не були оприлюднені, хоча деякі артефакти зберігаються у Персепольському музеї.
Розкопки в Таль-і-Малян з 1971 р., були проведені Вільямом Самнером з Пенсильванського університету та Університету штату Огайо, дають повніше уявлення про це місце, ніж розрізнені текстові посилання. Найдавніше поселення на цьому місці датується ще 6000 р. до н.е., але перше значне заселення на цьому місці відбулося в протоеламітський період (3400–2800 рр. до н. е., що в місцевій хронології називається періодом Банеш), коли група сусідніх поселень переросла в місто площею близько 50 га.
У більш пізній період Банешу Аншан займає площу близько 200 га. і була оточена міською стіною, хоча більша частина цієї території була незайнятою землею. Розкопані докази цього протоеламітського поселення включають дуже велику будівлю з великими глечиками для зберігання та протоеламітськими табличками; елітну резиденцію або храм з розписаними стінами; житлову споруду, захищену подвійною стіною; та територію з житловими залишками та доказами обробки міді. Найважливішою знахідкою можна вважати цеглину часів царя Хателутус-Інсусінака, який дозволив остаточно встановити, що знайдене місто було саме Аншаном. Через важливість кочового способу життя в регіоні, а також окремі заселені райони та велику кількість порожнього простору в межах міської стіни, було висловлено припущення, що протоеламітський Аншан був сформований напівкочовими племінними вождями.
Після закінчення періоду Банеш, Таль-і Малян, очевидно, зменшився до розмірів великого села. Місце було знову заселене у період Кафтарі (2200–1600 рр. до н.е.), коли воно виросло до міста площею близько 130 га., представленого розкопками принаймні однією великою будівлею з важливою колекцією відбитків печаток, кількома районами житлового будівництва та великими відкладеннями сміття. У середньоеламітський період (1600–1000 рр. до н. е., також званий періодом Кале) під час розкопок було виявлено велику згорілу будівлю з еламськими адміністративними текстами. Пізніше заселення погано представлене в археологічних даних.
Розкопки тривали упродовж кількох сезонів до 1978 року, коли відбулась Іранська революція. Вже 1999 року розкопки у Таллі-Мальяні проводив Кам'яр Абді.